# Pokali
Pokali (en népalais : पोकली) est un comité de développement villageois du Népal situé dans le district d'Okhaldhunga. Au recensement de 2011, il comptait 3 028 habitants.